# Xenia
|  | Per a altres significats, vegeu «Xenia (desambiguació)». |

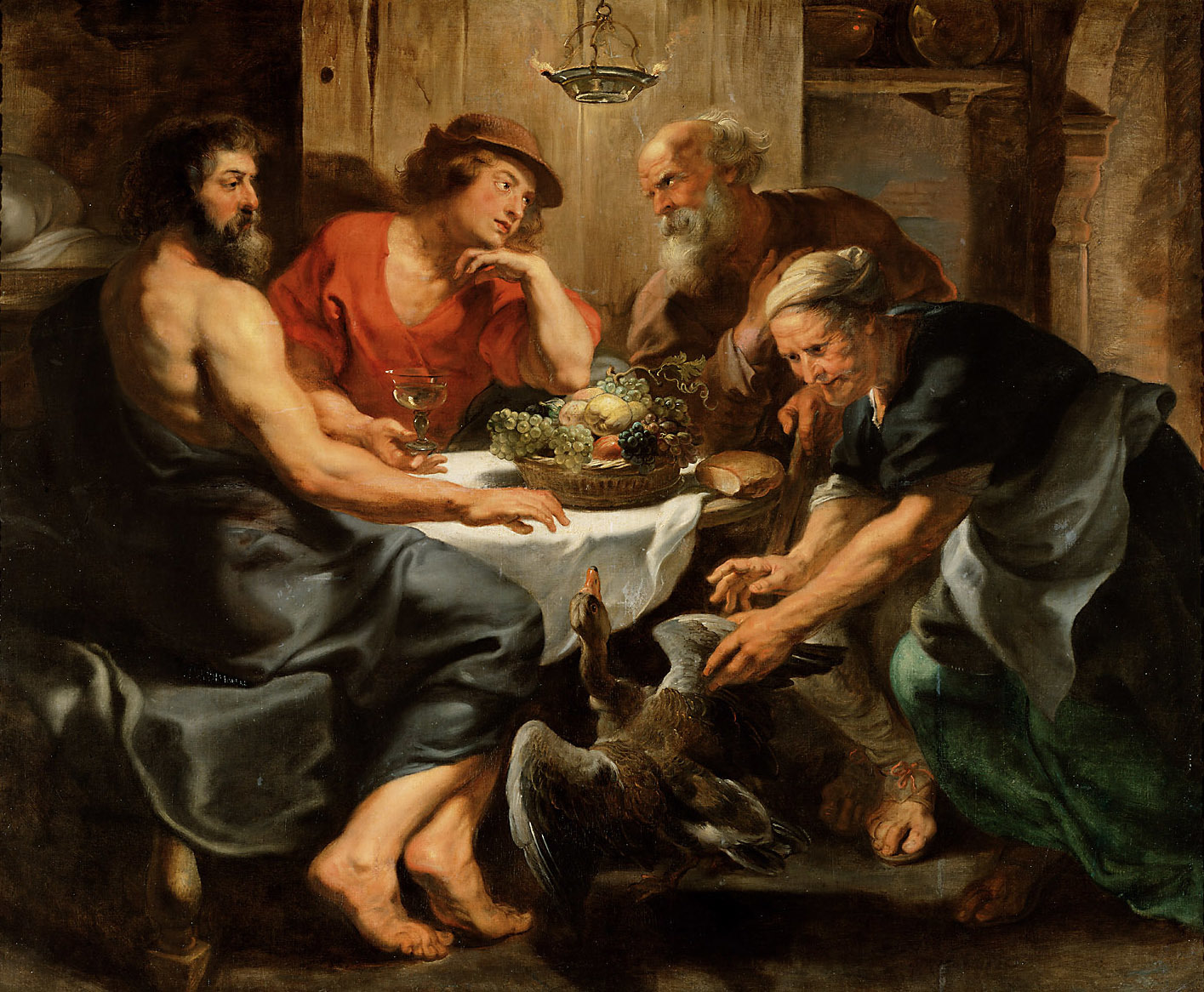
Júpiter i Mercuri a casa de Filemó i Baucis, de Peter Paul Rubens

A l'antiga Grècia, la xenia (en grec antic: ξενία) era un el concepte d'hospitalitat. La xenia era una relació institucionalitzada fonamentada en la generositat i la reciprocitat i manifestada en l'intercanvi de presents, i era entesa com a obligació moral i imperatiu polític. Es correspon al concepte romà de l'hospitium.
Inicialment, la xenia era un contracte d'hospitalitat que feien els caps o cabdills amb els reis. Els contraents escrivien els seus noms en una tauleta de metall o d'ivori, el trencaven per la meitat i en guardaven una part cadascú. Quan un cap, portador d'aquesta tauleta, reclamava l'hospitalitat o un simple servei, obtenia immediatament el que demanava. Més endavant, els ciutadans de les polis feren aliances anàlogues a aquesta, i així esdevengué un recurs per als casos de guerra o de proscripció.
A moltes ciutats de Grècia hi hagué magistrats (pròxens) encarregats de fer complir els deures de l'hospitalitat envers els habitants d'una altra ciutat amb la qual tenien contracte de xenia; aquests pròxens rebien a casa seva els estrangers, els atenien i jutjaven els seus litigis. Les seves funcions tenien gran analogia amb la dels cònsols romans.
L'expressió epí xenia s'emprava per designar la invitació a un àpat oficial, i en aquest sentit està molt vinculat a l'Àtica. A Atenes, com a la major part de les ciutats gregues, els banquets oficials se celebraven al pritaneu, llar de la ciutat. A Creta i a Esparta es troben invitacions a les sissícies, els banquets en comú dels ciutadans. L'expressió estava reservada als hostes estrangers: a Atenes es distingien la xenia del deipnon, que s'aplicava als atenesos. La xenia l'oferia gairebé sempre l'Estat.
El terme tenia, a més a més, una altra accepció: designava els regals fets als hostes per tal de renovar l'amistat i el dret d'hospitalitat. Així doncs, quan un ric rebia la visita d'un amic, li feia un regal i el preferit li'n corresponia amb un altre. Els romans, arran de la conquesta de Grècia, aplicaren el terme (llatí: hospitium) a les antigues estrenes de les Saturnals i, més endavant, als regals que els clients feien als advocats. A l'època del Baix Imperi eren els regals que, d'acord amb el costum asiàtic, es feien als governants.
El terme «xenia» s'ha trobat en papirs del segle iii aC en el sentit de 'presents oferts amb l'ocasió de la visita d'un rei o d'un alt funcionari', i a l'època romana té el significat precís de 'presents fets' o 'enviats oficials'. A l'època de l'Imperi Romà en particular, la xenia era molt usual a la vida privada; canvià lleugerament de sentit en llatinitzar-se per designar els regals o presents oferts als convidats al final d'un àpat de cerimònia.